# Peter Nichols
Peter Nichols (Portsmouth, 15 febbraio 1928 – Bracciano, 11 gennaio 1989) è stato un giornalista e scrittore britannico.

## Biografia
Dopo aver studiato storia ad Oxford, si dedicò al giornalismo. Giornalista del Times dal 1953, fu corrispondente del quotidiano londinese a Berlino e Bonn e poi, dal 1957, a Roma, dove rimase per trent'anni come corrispondente dall'Italia e dal Vaticano. Acuto osservatore del costume e della politica italiana, scrisse diversi libri di successo, tra i quali il saggio del 1975 Italia, Italia, tradotto in varie lingue e "libro dell'anno" per il 1976. Altri suoi saggi sono dedicati alla Chiesa cattolica. Malato, ritiratosi dalla professione, morì a sessantuno anni per un ictus, a Bracciano, nei pressi della capitale, dove viveva con la seconda moglie, l'attrice Paola Rosi. 
Nel 1985, in occasione del trentottesimo Salone internazionale dell'umorismo di Bordighera, Nichols fu premiato con la "Palma d'oro" per la sottile ironia, elemento costante nella sua prosa
Nel 1987 fu insignito del titolo di commendatore della Repubblica Italiana. La regina Elisabetta II lo aveva insignito del titolo dell'Ordine dell'Impero britannico.
È dedicata al suo nome, una stanza del museo privato dell'editore e produttore televisivo Rupert Murdoch a Londra, dove sono raccolte testimonianze e ricordi di alcuni tra i personaggi più significativi del Novecento.

## Opere
- Il Piemonte visto da un inglese (Piedmont and the English), Torino, AEDA, stampa 1967.
- La politica del Vaticano (The Politics of the Vatican), Milano, Garzanti, 1969.
- Italia, Italia, Milano, Garzanti, 1975.
- La scelta italiana, Milano, Garzanti, 1977.
- Le divisioni del papa. La Chiesa cattolica oggi (The Pope's Divisions: The Roman Catholic Church Today), Milano, A. Mondadori, 1981.
- Rosso cardinale, Roma, Editori riuniti, 1983.